# Amica (Unternehmen)
Amica S. A. ist ein polnischer Hersteller von Haushaltsgeräten mit Sitz in Wronki bei Posen. Seit 1997 ist das Unternehmen an der Warschauer Börse notiert. Das Unternehmen erwirtschaftete 2012 mit 2.100 Mitarbeitern einen konsolidierten weltweiten Umsatz von etwa 380 Millionen Euro. 

## Unternehmensgeschichte
Das 1945 unter dem Namen Wromet gegründete Unternehmen produzierte in den Anfangsjahren Agrarmaschinen. Ab 1957 wurde das Produktportfolio um Gas-/Kohleherde, später auch um Elektroherde und -backöfen, erweitert. Im Jahr 1992 wurde das Unternehmen zu Amica Wronki umfirmiert. Nach der Privatisierung im Jahr 1994 notierte die Amica Wronki ab 1997 an der Warschauer Börse.
1992 wurde die Fertigung von Ceran-Kochfeldern aufgenommen. 1994 wurde das Sortiment um Kühlgeräte und 2000 um Waschmaschinen ergänzt.
2001 übernahm Amica den dänischen Konkurrenten Gram Domestic, im Folgejahr die deutsche Premiere Hausgerätetechnik GmbH.
Mit den vier Marken Amica, Gram, Hansa und Premiere konzentriert sich der Absatz des Unternehmens auf Europa. Amica ist dabei die Hauptmarke für die Märkte Deutschland und Polen, wohingegen Gram auf den skandinavischen und Hansa auf den osteuropäischen Märkten vertreten ist. Die Marke Premiere richtet sich vornehmlich an preisbewusste Käufer und ist überwiegend auf dem deutschsprachigen Markt präsent.
In Polen hatte Amica 2011 einen Marktanteil von 15 Prozent und war damit Marktführer. Zum Gesamtumsatz der Amica-Gruppe trug 2011 die Marke Amica mehr als 60 Prozent bei, mit 24 Prozent folgte die Marke Hansa und mit fünf Prozent Gram.
In zwei eigenen Werken im polnischen Wronki nahe Posen produziert Amica zurzeit Küchenherde, Backöfen und Kochfelder. Die Produktsparte Kühlgeräte und Waschmaschinen wurde im Dezember 2009 für 205 Mio. Złoty (76 Mio. US-Dollar) an den koreanischen Samsung-Konzern verkauft. Kühlschränke und Waschmaschinen unter der Marke Amica werden seitdem von anderen Herstellern aus der Türkei und China eingekauft.

## Amica in Deutschland
In den 1980er Jahren wurde der Produktexport in die DDR und ab 1990 der Vertrieb auf dem deutschen Markt durch die Magotra Vertriebsgesellschaft mbH mit Sitz in Ascheberg aufgenommen. 2005 fand die Neufirmierung zur Amica International GmbH statt. 2012 wurden etwa 77 Millionen Euro Umsatz in Deutschland erwirtschaftet.

## Sponsoring
Amica war der Hauptsponsor des gleichnamigen Fußballvereins. Das Unternehmen Invesco, an dem Amica-Unternehmensgründer Jacek Rutkowski zu 100 % beteiligt ist und das zur Amica-Holding gehört, übernahm 2008 den Fußballverein Lech Posen. Amica ist damit formal nicht mehr im Besitz des Clubs, aber weiterhin einer der Sponsoren.